# Kráľova skala (Niżne Tatry)
Kráľova skala (1690 m, pol. „Królewska Skała”) – najbardziej na wschód wysunięty szczyt w głównym grzbiecie Niżnych Tatr na Słowacji. Znajduje się po wschodniej stronie szczytu Kráľova hoľa (1946 m), oddzielony od niego przełęczą Snehová jama (1650 m). Grzbiet  Kráľovej skaly opada do dolin potoków Zubrovica i Havraník, obydwa są dopływami Hronu. Przez szczyt przebiega granica administracyjna między miejscowościami Telgárt (na wschodzie) i Šumiac (na zachodzie). Górna część masywu, od poziomicy 1350–1400 m n.p.m. w górę, leży w granicach Parku Narodowego Niżne Tatry.
Partie szczytowe oraz stoki południowe i wschodnie góry budują paleozoiczne tonality i granodioryty, doskonale widoczne w szeregu dość wysokich wychodni skalnych, natomiast partie wschodnie (po przełęcz pod szczytem Kráľovej hoľe na północy) - znacznie młodsze drobnoziarniste łupki krystaliczne (fyllonity).
Kráľova skala ma dwa wierzchołki, których otoczenie porasta kosodrzewiną. Przez wyższy prowadzi znakowany szlak turystyczny z miejscowości Telgárt, a jego śladem - ścieżka dydaktyczna z Šumiaca na szczyt Kráľovej hoľe (słow. Náučný chodník Šumiac - Kráľova hoľa). Dzięki odkrytemu terenowi ze szczytu rozciąga się panorama widokowa obejmująca cały horyzont.
Dolną część stoków porasta las, ale na wschodnich stokach wysoko podchodzą pastwiska miejscowości Telgárt. Stokami góry prowadzą dwie drogi leśne. Tuż powyżej górnej z nich, obok szlaku turystycznego znajduje się duża wychodnia. 

## Szlak turystyczny
Telgárt – Kráľova skala – Snehová jama – Kráľova hoľa. Czas przejścia: 3. 45 h

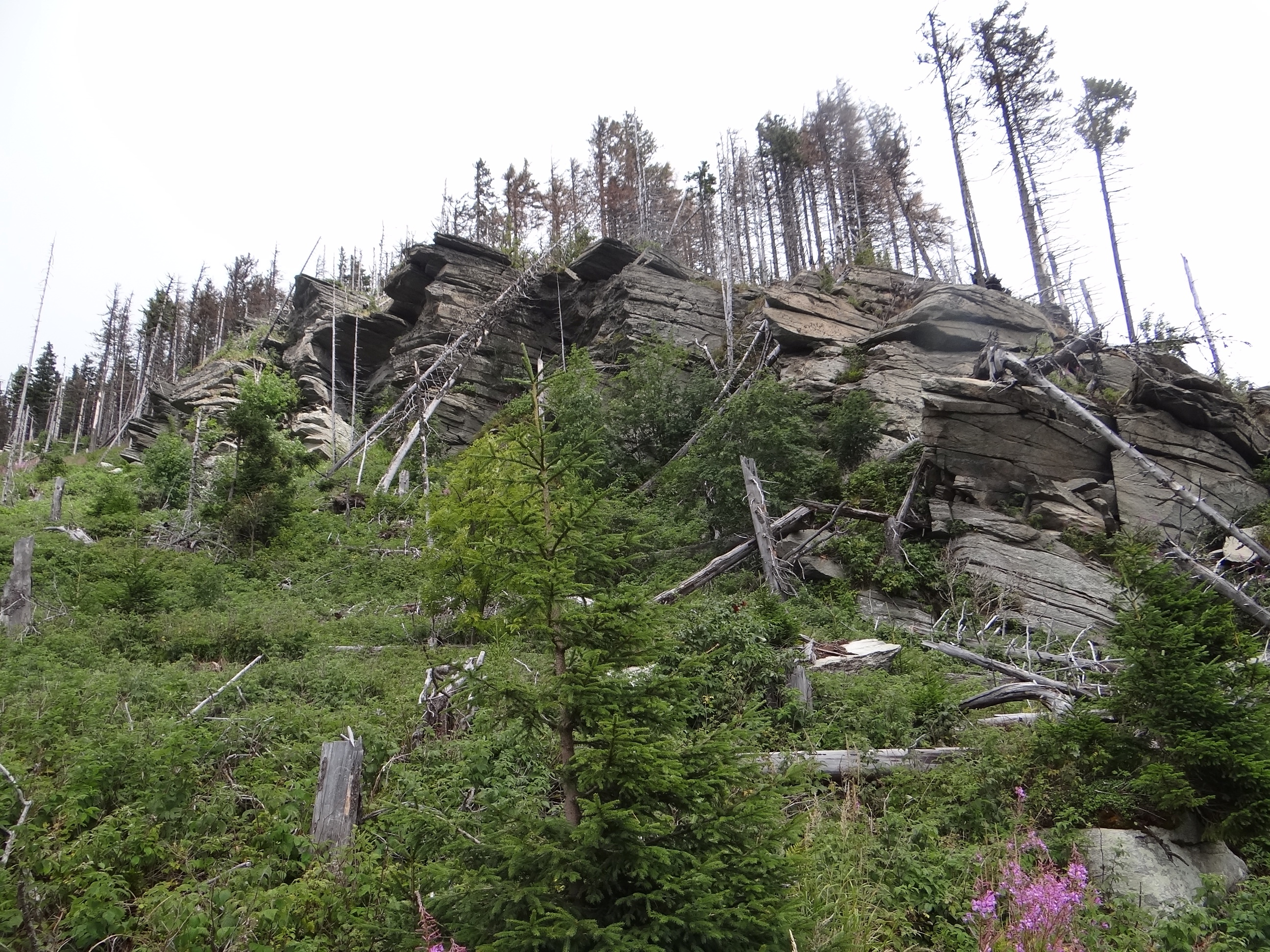
Wychodnia na wschodnich stokach
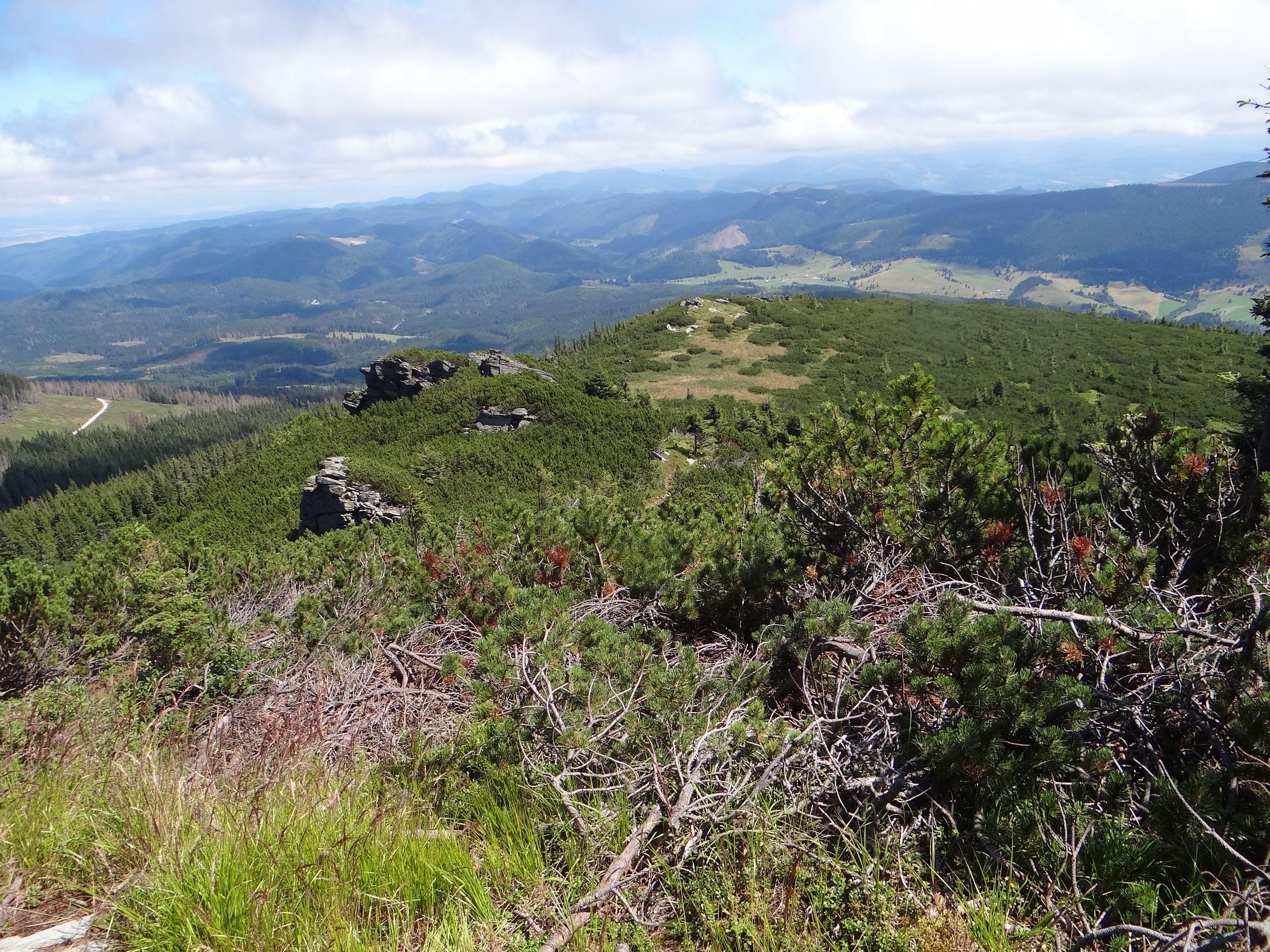
Grzbietowy szlak turystyczny
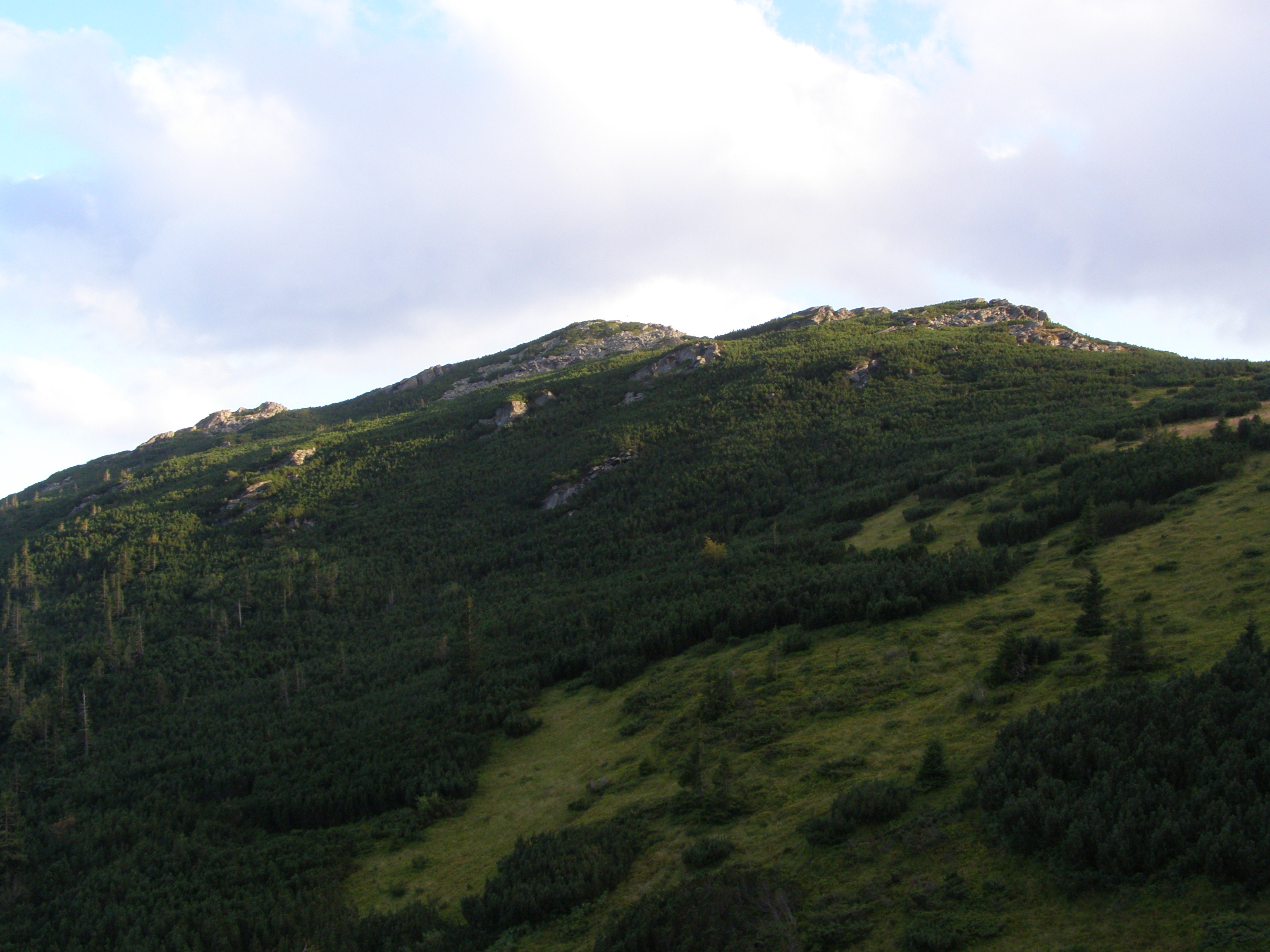